# Gutshaus Wahlsdorf

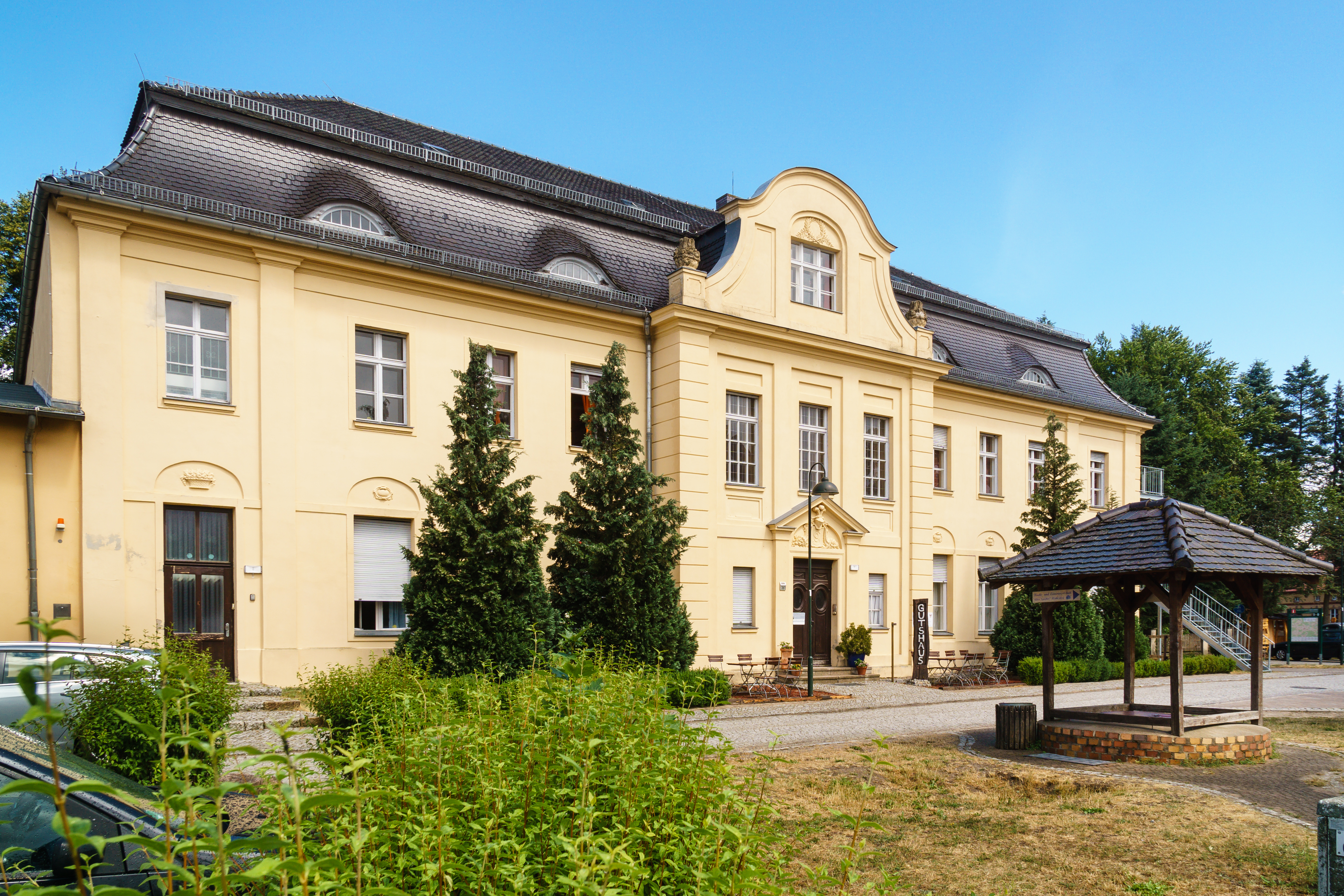
Gutshaus Wahlsdorf

Das Gutshaus Wahlsdorf ist ein neobarockes Herrenhaus in Wahlsdorf, einem Ortsteil der Stadt Dahme/Mark im Landkreis Teltow-Fläming im Land Brandenburg.

## Lage
Die Landstraße 70 führt von Norden kommend in südlicher Richtung durch den Ort. Von ihr zweigt die Schulstraße südlich des Dorfangers nach Westen hin ab. Dort steht nördlich der Schulstraße das Gutshaus; nordöstlich die Dorfkirche. Das Grundstück ist teilweise durch Wohnbebauung, teilweise durch eine historisch wertvolle Mauer eingefriedet.

## Geschichte
Aus den 1830er-Jahren sind Pläne überliefert, aus denen die Existenz eines Herrenhauses hervorgeht. Hiltrud und Carsten Preuß vermuten in ihren Ausführungen in Die Guts- und Herrenhäuser im Landkreis Teltow-Fläming, dass der Vorgängerbau durch einen Brand vermutlich derart geschädigt war, dass ein Neubau offenbar angezeigt war. Denkbar wäre auch, dass das vorhandene Gutshaus dem Raumbedarf der Familie Schwietzke nicht mehr entsprach. Das vorhandene Gebäude entstand in den Jahren 1914/1915 auf Initiative des damaligen Gutsherren Otto Gustav Walter Schwietzke, dessen Familie 1827 in den Besitz des Ortes kam. Schwietzke beauftragte die Berliner Architekten Cremer & Wolffenstein mit dem Bau eines neobarocken Gebäudes. Schon zu Lebzeiten von Schwietzke sen. war Gut Wahlsdorf anerkannte Ausbildungsstätte für Administratoren, Inspektoren und Verwalter. Nachfolgend bewohnte Otto Schwietzke mit seiner Frau Margarete, geborene Fähndrich, und Sohn Martin das Gutshaus. Der Gutsbesitzer selbst war technisch interessiert, in mehreren Fachverbänden und veröffentlichte seine landwirtschaftlichen Erkenntnisse. Von Wahlsdorf aus wurde auch das 400 ha große Rittergut im benachbarten Liepe geführt, geleitet vom Verwalter Wilhelm Pieper. Vor der großen Wirtschaftskrise 1929/1930 wurde In beiden Betriebsteilen, Gut Wahlsdorf mit 780 ha, hauptsächlich Schafswirtschaft betrieben. Schwietzke trat übrigens auch erfolgreich als Züchter auf und wird bis heute dazu in der landwirtschaftlichen Fachpresse zitiert.
Nach dem Zweiten Weltkrieg wurden die Schwietzkes enteignet und das Gebäude von 1949 bis 1993 als Schule genutzt. In den 1970er Jahren wurde das Gebäude an der westlichen Seite durch eine Turnhalle, 1988 an der nördlichen Seite durch einen Anbau ergänzt. Nach der Wende diente das Gebäude ab 1993 als Ausbildungsstätte und Sitz des Qualifizierungsvereins Niederer Fläming e. V.  Gleichzeitig wurde es als Hotel genutzt. Von 1999 bis 2000 wurde es nach historischem Vorbild rekonstruiert und seit 2010 vom Verein Neue Lebenswelt e. V. als Jugendgästehaus genutzt.

## Baubeschreibung

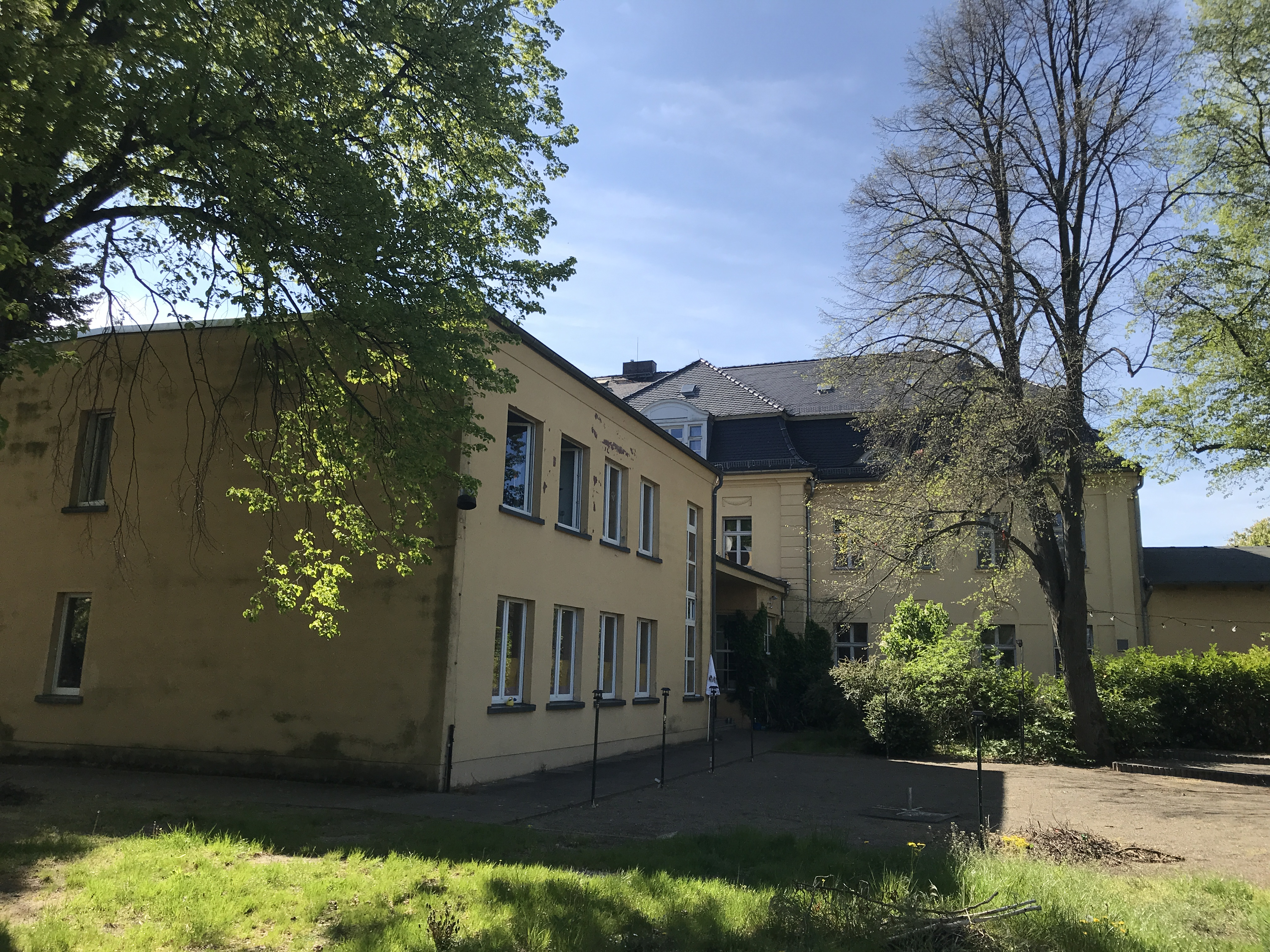
Rückseite mit ehemaliger Turnhalle

Das Bauwerk ist ein zweigeschossiger, elfachsiger Putzbau. Die drei mittleren Achsen wurden leicht aus dem Bauwerk hervorgehoben; seine Ecken sind durch einen schlichten Quaderputz auf Lisenen gegliedert. Mittig ist eine große, rechteckige Pforte, darüber ein Mittelrisalit mit dem Gutswappen. Oberhalb ist ein Mansarddach mit einem mittig angebrachten Schweifgiebel; im Dach Fledermausgauben. Parkseitig war zur Bauzeit mittig im unteren Bereich ein Wintergarten, darüber ein Balkon. Oberhalb des Balkons befand sich eine Gaube, hinter der sich vermutlich ein Mädchenzimmer befand.
Die Turnhalle sowie der nördliche Anbau sind schlichte Zweckbauten mit einem jeweils rechteckigen Grundriss und schlichten, hochrechteckigen Fenstern. Der ehemalige Gutspark ist nur noch in Resten erhalten geblieben.
Früher als das Bauwerk entstand eine Einfriedung aus einer bis zu 2,70 m hohen und rund 40 cm breiten Mauer. Sie entstand nicht aus Feldsteinen oder Mauersteinen, sondern aus Stampfmauerwerk im Konstruktionsprinzip des Lehmwellerbaus. Dabei wurde ein Kies-Kalk-Gemisch verwendet, das in 10 bis 15 cm mächtigen Lagen aufgebracht und anschließend festgestampft wurde. Die Mauerpfeiler wurden aus Ziegeln erstellt, die vermutlich in der 1828 vom Gutsbesitzer Schwietzke errichteten, hauseigenen Ziegelei gebrannt wurden. Teile der Mauer wurden 1977 abgerissen. Dabei fanden Handwerker ein Gründungsdokument, dass den ersten Bauabschnitt im Jahr 1863 beschrieb.

## Ausstattung
Die noch vorhandene Ausstattung wird von Hiltrud und Carsten Preuß als „gediegen“ bezeichnet. Durch die Gebäude angebrachten Paneele, einen Kamin sowie das großzügige Treppenhaus werde der „Wohnanspruch des Gutsherren“ deutlich. Sie heben hervor, dass es selbst für die Besuchergarderobe im Erdgeschoss einen eigenen Raum gab.